# Epithele nikau
Epithele nikau är en svampart som beskrevs av G. Cunn. 1956. Epithele nikau ingår i släktet Epithele och familjen Polyporaceae.   Inga underarter finns listade i Catalogue of Life.